# 摩登音乐台
湖南电台文艺频道，又称摩登音乐台（Modern Radio），为湖南人民广播电台旗下的都市音乐频道，创立于1995年3月28日。

## 简介
湖南电台文艺频道的前身是湖南电台立体声音乐广播，也是湖南省唯一的省级立体声音乐电台，与1995年3月28日开播，当时的开台主持人有柴静、汪涵、尹伟、何晶晶、吴娈、凯霞、雅倩，杨璟、马可、丁文山。
2008年，更名为湖南文广快乐975，推出校园资讯和娱乐节目。2010年改版成湖南电台文艺频道MY FM 97.5。2011年初更名为青春975，定位于语言娱乐和互动娱乐，面向校园人群。 2015年年初更名为“摩登音乐台”。

## 调频
- 长沙、株洲、湘潭、郴州、张家界：FM97.5
- 常德、益阳：FM87.5
- 衡阳、娄底、永州：FM96.9
- 怀化：FM95.7
- 岳阳：FM90.8